# Pálení žáhy

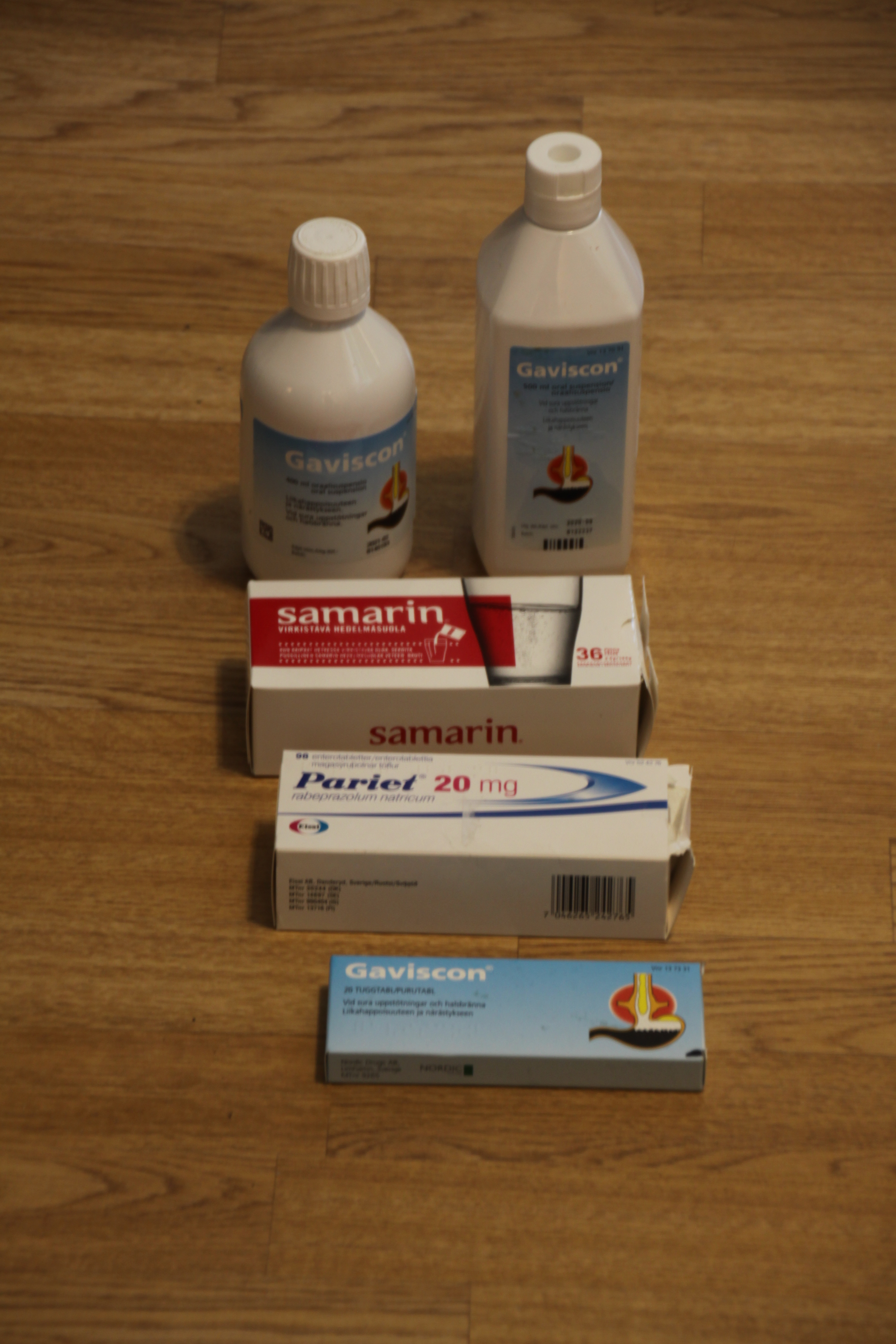
léčiva proti pálení žáhy

Pálení žáhy (pyróza) je nepříjemný pocit v nadbřišku, rozlévající se nahoru, pod hrudní kost. Vyskytuje se nebo zhoršuje hlavně po mastném, kořeněném, sladkém, kynutém jídle, nebo po požití čokolády, cibule a česneku.

## Příčiny
Pokud tělo funguje správně, natrávená potrava putuje ze žaludku do dvanáctníku; svěrač na dolním konci jícnu (kardie) brání regurgitaci kyselého žaludečního obsahu zpět do jícnu. Pálení žáhy způsobuje dyskineze (porucha normálních pohybů) a porucha jícnového svěrače.
Zpětný tok žaludečních šťáv ze žaludku do jícnu (gastroezofageální reflux) způsobuje pálení (pyrózu). Vyskytuje se i u zdravých lidí, ale jen krátkou dobu a ne často.

## Léčba
- léky blokující tvorbu žaludeční kyseliny (omeprazol)
- přípravky obsahující antacida, které neutralizují kyselost
- úprava stravy a chování (je vhodné se postavit - využití gravitace, není vhodné předklánět se a ležet)
- chirurgická úprava přechodu jícen/žaludek při průkazu refluxu.